# Марія Хосе Мартінес Санчес
Марія Хосе Мартінес Санчес (ісп. María José Martínez Sánchez) — іспанська тенісистка.
Станом на вересень 2017 року Мартінес Санчес виграла 5 турнірів WTA в одиночному розряді. Ще більших успіхів вона добивалася в парній грі, де вона грала з різними партнерками, найбільше з Нурією Льягостерою Вівес, зокрема іспанська пара виграла Чемпіонат WTA 2009 року. У 2010 році Мартінес Санчес у парі з Томмі Робредо виграла Кубок Гопмана. 

## Фінали турнірів WTA

### Одиночний розряд: 6 (5–1)
| Результат | №  | Дата            | Турнір                                          | Поверхня | Супротивниця            | Рахунок            |
| --------- | -- | --------------- | ----------------------------------------------- | -------- | ----------------------- | ------------------ |
| Поразка   | 1. | 15 червня 2008  | Barcelona KIA, Барселона, Іспанія               | Ґрунт    | Марія Кириленко         | 0–6, 2–6           |
| Перемога  | 1. | 22 лютого 2009  | Copa Sony Ericsson Colsanitas, Богота, Колумбія | Ґрунт    | Хісела Дулко            | 6–3, 6–2           |
| Перемога  | 2. | 11 липня 2009   | Swedish Open, Бостад, Швеція                    | Ґрунт    | Каролін Возняцкі        | 7–5, 6–4           |
| Перемога  | 3. | 8 травня 2010   | Internazionali BNL d'Italia, Рим, Італія        | Ґрунт    | Єлена Янкович           | 7–6(7–5), 7–5      |
| Перемога  | 4. | 17 липня 2011   | Gastein Ladies, Бад-Гаштайн, Австрія            | Ґрунт    | Патрісія Майр-Ахляйтнер | 6–0, 7–5           |
| Перемога  | 5. | 25 вересня 2011 | Hansol Korea Open, Сеул, Південна Корея         | Хард     | Галина Воскобоєва       | 7–6(7–0), 7–6(7–2) |

### Парний розряд: 28 (18–10)
| Результат | №   | Дата            | Турнір                                                           | Поверхня | Партнерка               | Супротивниці                                  | Рахунок               |
| --------- | --- | --------------- | ---------------------------------------------------------------- | -------- | ----------------------- | --------------------------------------------- | --------------------- |
| Перемога  | 1.  | 4 березня 2001  | Abierto Mexicano Telcel, Акапулько, Мексика                      | Ґрунт    | Анабель Медіна Ґарріґес | Вірхінія Руано Паскуаль Паола Суарес          | 6–4, 6–7(5–7), 7–5    |
| Перемога  | 2.  | 8 April 2001    | Porto Open, Порту, Португалія                                    | Ґрунт    | Анабель Медіна Ґарріґес | Александра Фусаї Ріта Гранде                  | 6–1, 6–7(5–7), 7–5    |
| Перемога  | 3.  | 6 Травня 2001   | Croatian Bol Ladies Open, Бол, Хорватія                          | Ґрунт    | Анабель Медіна Ґарріґес | Надія Петрова Тіна Піснік                     | 7–5, 6–4              |
| Поразка   | 1.  | 16 липня 2001   | Internazionali Femminili di Palermo, Палермо, Італія             | Ґрунт    | Анабель Медіна Ґарріґес | Татьяна Гарбін Жанетт Гусарова                | 4–6, 6–2, 6–4         |
| Поразка   | 2.  | 29 липня 2001   | Гран-прі принцеси Лалли Мер'єм, Касабланка, Марокко              | Ґрунт    | Марія Емілія Салерні    | Любомира Бачева Оса Свенссон                  | 6–3, 6–7(4–7), 6–1    |
| Перемога  | 4.  | 5 серпня 2001   | Davidoff Swiss Indoors, Базель, Швейцарія                        | Ґрунт    | Анабель Медіна Ґарріґес | Йоаннетте Крюгер Марта Морреро                | 7–6(7–5), 6–2         |
| Поразка   | 3.  | 11 серпня 2002  | Nordea Nordic Light Open, Еспоо, Фінляндія                       | Ґрунт    | Ева Бес-Остаріс         | Світлана Кузнецова Аранча Санчес Вікаріо      | 6–3, 6–7(5–7), 6–3    |
| Поразка   | 4.  | 13 липня 2003   | Internazionali Femminili di Palermo, Палермо, Італія             | Ґрунт    | Арантча Парра Сантонха  | Адріана Серра Дзанетті Емілі Стеллято         | 6–4, 6–2              |
| Перемога  | 5.  | 2 березня 2008  | Abierto Mexicano Telcel, Акапулько, Мексика                      | Ґрунт    | Нурія Льягостера Вівес  | Івета Бенешова Петра Цетковська               | 6–2, 6–4              |
| Поразка   | 5.  | 11 Травня 2008  | German Open, Берлін, Німеччина                                   | Ґрунт    | Нурія Льягостера Вівес  | Кара Блек Лізель Губер                        | 3–6, 6–2, [10–2]      |
| Поразка   | 6.  | 15 червня 2008  | Barcelona KIA, Барселона, Іспанія                                | Ґрунт    | Нурія Льягостера Вівес  | Лурдес Домінгес Ліно Арантча Парра Сантонха   | 4–6, 7–5, [10–4]      |
| Перемога  | 6.  | 21 лютого 2009  | Copa Sony Ericsson Colsanitas, Богота, Колумбія                  | Ґрунт    | Нурія Льягостера Вівес  | Хісела Дулко Флавія Пеннетта                  | 7–5, 3–6, [10–7]      |
| Перемога  | 7.  | 28 лютого 2009  | Abierto Mexicano Telcel, Акапулько, Мексика                      | Ґрунт    | Нурія Льягостера Вівес  | Лурдес Домінгес Ліно Арантча Парра Сантонха   | 6–4, 6–2              |
| Перемога  | 8.  | 19 April 2009   | Barcelona Ladies Open, Барселона, Іспанія                        | Ґрунт    | Нурія Льягостера Вівес  | Сорана Кирстя Андрея Клепач                   | 3–6, 6–2, [10–8]      |
| Поразка   | 7.  | 11 липня 2009   | Swedish Open, Бостад, Швеція                                     | Ґрунт    | Нурія Льягостера Вівес  | Хісела Дулко Флавія Пеннетта                  | 6–2, 0–6, [10–5]      |
| Перемога  | 9.  | 19 липня 2009   | Internazionali Femminili di Palermo, Палермо, Італія             | Ґрунт    | Нурія Льягостера Вівес  | Марія Коритцева Дарія Кустова                 | 6–1, 6–2              |
| Поразка   | 8.  | 16 серпня 2009  | Western & Southern Financial Group Women's Open, Цинциннаті, США | Хард     | Нурія Льягостера Вівес  | Кара Блек Лізель Губер                        | 6–3, 0–6, [10–2]      |
| Перемога  | 10. | 23 серпня 2009  | Rogers Cup, Торонто, Канада                                      | Хард     | Нурія Льягостера Вівес  | Саманта Стосур Ренне Стаббс                   | 2–6, 7–5, [11–9]      |
| Перемога  | 11. | 29 серпня 2009  | Pilot Pen Tennis, Нью-Гейвен, США                                | Хард     | Нурія Льягостера Вівес  | Івета Бенешова Луціє Градецька                | 6–2, 7–5              |
| Перемога  | 12. | 1 November 2009 | Чемпіонат WTA, Доха, Катар                                       | Хард     | Нурія Льягостера Вівес  | Кара Блек Лізель Губер                        | 7–6(7–0), 5–7, [10–7] |
| Перемога  | 13. | 20 лютого 2010  | Dubai Tennis Championships, Дубай, ОАЕ                           | Хард     | Нурія Льягостера Вівес  | Квета Пешке Катарина Среботнік                | 7–6(7–5), 6–4         |
| Поразка   | 9.  | 9 травня 2010   | Internazionali BNL d'Italia, Рим, Італія                         | Ґрунт    | Нурія Льягостера Вівес  | Хісела Дулко Флавія Пеннетта                  | 6–4, 6–2              |
| Поразка   | 10. | 23 жовтня 2010  | Kremlin Cup, Москва, Росія                                       | Хард (i) | Сара Еррані             | Хісела Дулко Флавія Пеннетта                  | 6–3, 2–6, [10–6]      |
| Перемога  | 14. | 20 лютого 2011  | Dubai Tennis Championships, Дубай, ОАЕ                           | Хард     | Лізель Губер            | Квета Пешке Катарина Среботнік                | 7–6(7–5), 6–3         |
| Перемога  | 15. | 9 липня 2011    | Swedish Open, Бостад, Швеція                                     | Ґрунт    | Лурдес Домінгес Ліно    | Нурія Льягостера Вівес Арантча Парра Сантонха | 6–3, 6–3              |
| Перемога  | 16. | 23 червня 2012  | Aegon International, Істборн, Велика Британія                    | Трава    | Нурія Льягостера Вівес  | Лізель Губер Ліза Реймонд                     | 6–4, ret.             |
| Перемога  | 17. | 19 червня 2016  | Mallorca Open, Мальорка, Іспанія                                 | Трава    | Габріела Дабровскі      | Анна-Лена Фрідзам Лаура Зігемунд              | 6–4, 6–2              |
| Перемога  | 18. | 23 вересня 2017 | Toray Pan Pacific Open, Токіо, Японія                            | Хард     | Андрея Клепач           | Дарія Гаврилова Дарія Касаткіна               | 6–3, 6–2              |

## Зовнішні посилання
- Досьє на сайті WTA [Архівовано 25 вересня 2017 у Wayback Machine.]

## Виноски
1. 1 2  Player Profile // WTA website
2. ↑  Enciclopèdia de l'esport català — Grup Enciclopèdia, 2012.

| Тенісист | Це незавершена стаття про тенісиста чи тенісистку. Ви можете допомогти проєкту, виправивши або дописавши її. |